# 肯尼斯·勞倫斯
肯尼斯·勞倫斯（Kenneth J. Lawrence）是一位美國天文學家，也是小行星的發現者。

## 貢獻
1989年至1994年間，肯尼斯·勞倫斯發現了32顆編號小行星，被小行星中心認可。他也與其他人共同發現了木星族週期彗星152P/赫琳-勞倫斯彗星。他也是帕洛瑪行星穿越小行星調查的參與者。
主帶小行星4969由埃莉諾·赫林於1986年發現，並以他的名字命名。命名引文於1992年7月14日發布。